# György Lukács
György Lukács o Georg Lukács (Budapest, Hongria, 13 d'abril de 1885 — 4 de juny de 1971) fou un filòsof marxista i crític literari hongarès. Escrivia principalment en alemany.
Nascut en una família de banquers jueus, va estudiar a Budapest, Berlín i Heidelberg, on fou deixeble de Max Weber i conegué Ernst Bloch. Va ser membre del Partit Comunista Hongarès i fou comissari d'educació durant el govern de Béla Kun el 1919. Després s'exilià a Viena, on dirigí la revista Komunismus, i el 1930 marxà a Moscou. El 1945 tornà a Hongria. Participà en la Revolució hongaresa de 1956 i fou ministre de cultura del govern d'Imre Nagy; però després del fracàs fou deportat a Romania. El 1957 se li permeté de tornar, va fer una autocrítica i es mantingué fidel a la línia oficial del partit fins a la seva mort el 1971. Malgrat tot, la seva aportació filosòfica és obertament original i innovadora, lluny de les ortodòxies, i forma part, amb Antonio Gramsci, Karl Korsch, Ernst Bloch i d'altres, del grup de pensadors que feren del marxisme, al llarg del segle xx, un corrent de pensament viu i innovador.
El seu principal escrit filosoficopolític és Història i consciència de classe (1923), de gran influència en el pensament marxista. Les seves teories estètiques, fonamentalment sobre literatura, es basen en un concepte dialèctic de l'art relacionat estretament amb les contradiccions de la societat. La interpretació humanista del marxisme que fa Lukács es planteja com a reacció al determinisme econòmic. Intenta integrar les arrels subjectives hegelianes superant les limitacions del determinisme econòmic. Hegel, com a pensador exponent de l'idealisme alemany, incorpora a la dialèctica la dimensió de la subjectivitat.

## La reïficació i la consciència de classe
Per a l'autor, el concepte de mercaderia és el problema estructural central de la societat capitalista. Segons ell, una mercaderia és una relació entre les persones que adopten la naturalesa d'una cosa i desenvolupa una forma objectiva. El fetitxisme de la mercaderia és el procés pel qual els actors atorguen a la mercaderia i al mercat creat per a aquestes una existència objectiva i individual en la societat capitalista. Amplia el concepte de fetitxisme, que Karl Marx associava a l'economia, a tota la societat, incloent-hi àmbits com el dret i l'estat. Parla de reïficació o cosificació, en tant el mateix humà es percep com a objecte i no com a subjecte, obeint suposades lleis que regeixen el mercat. Segons Lukács, consciència de classe és el sistema de creences compartides per les quals s'ocupa la mateixa posició de classes en la societat. La capacitat per a desenvolupar la consciència de classe caracteritza sobretot la societat capitalista (ja que la base econòmica del capitalisme permet veure amb més claredat), i més específicament en el proletariat, ja que té la capacitat de veure la societat tal com és. També això és ampliat incorporant la posició econòmica objectiva amb els pensaments psicològics reals de les persones sobre les seves vides. A l'autor, el preocupava la relació dialèctica entre les estructures del capitalisme, però a més els sistemes d'idees, el pensament i l'acció individual.

## Obres
- Geschichte und Klassenbewusstsein (Història i consciència de classe, 1923)
- Über die Beziehungen von Dialektik und Ökonomie (Sobre les relacions entre la dialèctica i l'economia, 1948)
- Der junge Hegel und die Probleme der kapitalistischen Gesellschaft (El jove Hegel i els problemes de la societat capitalista, 1954)
- A modern dráma fejl‗désének története (Evolució històrica del teatre modern, 1911)
- Die Seele und die Formen (L'ànima i les formes, 1911)
- Die Theorie des Romans (Teoria de la novel·la, 1920). Traducció catalana a Edicions 62, 1965 (col·lecció Llibres a l'abast; 32).
- Irodalom és demokrácia (Literatura i democràcia, 1947)
- Goethe und seine Zeit (Goethe i el seu temps, 1947)
- Beiträge zur Geschichte der Ästhetik (Aportacions sobre la història de l'estètica, 1954)